# 東華三院群芳啟智學校
東華三院群芳啟智學校是一所位於香港九龍石硤尾的特殊學校，專門為中等程度智障的學童提供教育服務，是東華三院轄下學校之一，也是政府資助學校，並得到社會善長的捐助。為照顧特殊學童的住宿需要，學校於九龍黃大仙竹園北邨柏園樓地下至1樓設有學生宿舍。

## 發展史
學校於1989年投入服務，為6歲至20歲的中度弱智人士提供小一至中六年級的特殊教育服務，學生人數共90人，學校宿舍可為56名學童提供5日4夜的寄宿服務。學校於2005年獲得「香港健康學校」銀獎，近年更引入機械人協助教育有心理及智力障礙的學童。
因現址空間不足，此校於2024年12月獲直接分配位於日出康城的擬建校舍遷校。